# 藤江琢磨
藤江 琢磨（ふじえ たくま、1995年〈平成7年〉9月25日 - ）は、日本の俳優、モデル。静岡県沼津市出身。株式会社マイターン・エンターテイメント所属。

## 出演

### 映画
- Summer break（2017年、野崎浩貴監督）[3]
- AMY SAID（2017年、村本大志監督）
- よどみなく、やまない（2019年、芝山健太監督）- 成 役
- 死んだ猫の縄張り（2019年、平林禄監督）- 翔太郎 役
- REONA（2019年、横井玲央那監督）- 主演・レオナ 役
- 視線不外交（2019年、宮本杜朗監督）- 主演・健太 役
- ざわめき（2019年、宮崎大祐監督）- ナレーション
- 佐々木、イン、マイマイン（2020年、内山拓也監督）
- WILD CHERRY（2021年、呉村芳建監督）- 主演・ヨコチン役
- 北風だったり、太陽だったり（2022年、森岡龍 監督）- 藤井隼 役[4]
- 遠くへいきたいわ（2022年、団塚唯我 監督）- 悠人 役
- プレイヤーズ・トーク（2022年、森岡龍 監督）- フジ 役[5]
- PLASTIC（2023年、宮崎大祐監督） - ジュン 役[6]
- モダンかアナーキー（2023年、杉本大地監督） - フジ 役[7]
- LONESOME VACATION（2023年、下社敦郎監督） - 主演・古谷栄一 役[8]
- オーガスト・マイ・ヘヴン（2024年、工藤梨穂監督） - 長谷薫 役 [9]
- 初めての女（2024年、小平哲兵監督） - 小鳥良々 役[10]
- ROPE（2025年、八木伶音監督） - 秋水聡 役[11]

### ドラマ
- 失われた大隊を救出せよ～米国日系人部隊 英雄たちの真実～（2017年、NHK BS1）- ルディ・トキワ 役
- ジダイ（2020年8月15日 - 21日、Youtube）- 主演・京治 役[12]
- スポットライト 第11話（2020年9月15日、TOKYO MX）- スケーター 役
- 列島制覇－非道のうさぎ－ 第8話（2021年4月16日、U-NEXT）- チンピラ 役
- 金魚妻（2022年2月14日、Netflix）- キョウタロウ 役
- I am...23歳たち 「打ち明けられない私の恋人」（2024年2月19日、CX、FOD）- サラリーマン 役
- イグナイト -法の無法者- 第2話（2025年4月25日、TBS） - 西田真斗 役

### 舞台
- バードケージ（2018年11月21日 - 25日、北池袋新生館シアター）[13]
- ジャム（2021年8月7日 - 14日、下北沢小劇場B1）[14]
- wide (2023年6月8日 - 11日、下北沢・小劇場B1/作・演出：山田唯）- 主演・野々瀬翔 役[15]

### ミュージックビデオ
- D.A.N.「SSWB」（2016年）[16]
- STUTS「夜を使いはたして feat.PUNPEE」（2016年）
- Omoinotake「Hit It Up」（2016年）
- 秦基博「girl」（2017年）[17]
- どついたるねん「hello never mind」（2017年）
- wacci「別の人の彼女になったよ」（2018年）[18]
- 田我流「Changes」（2019年）
- 踊ってばかりの国「Boy」（2019年）
- 秋山黄色「夕暮れを映して」（2019年）
- Ouzo Bazooka「Falling」（2019年）
- サニーデイ・サービス「春の風」（2020年）
- 羊文学「ハイウェイ」（2020年）
- (sic)boy 「Afraid?? feat. nothing,nowhere. (Prod. Saint Patrick)」（2022年）
- BAK「タイムマシン」（2022年）
- MASS OF THE FERMENTING DREGS 「いらない feat.蛯名啓太」（2023年）
- リーガルリリー「ムーンライトリバース」(2024年）

### 広告
- LINEチケット - LINEが電子チケットに。（2018年）
- LIFE LABEL ZERO CUBE TOOLS（2019年）
- ホットペッパービューティーWEBムービー「明日」（2020年）[19]
- Microsoft Surface - まだタイトルのない君へ。（2020年）
- マクドナルド「春の天使はてりたまを食べて予言する」篇（2020年）
- THE SUIT COMPANY「オフィスカジュアル化はじまる編」（2020年）
- アサヒ飲料 届く強さの乳酸菌Ｗ「寝たはずなのに編」（2021年）
- LUCIDO ニオイケアシリーズ「ギターショップ編」（2021年）
- 大日本除虫菊 金鳥の渦巻・太巻「いいもん」篇[20]（2021年）（田中佐季と共演[21]）
- リクルート リクルートエージェント（2023年）（高橋一生、柳楽優弥と共演）

### モデル
- シグマファット「Look@me」(2016年）[22]
- Ollie 8月号 表紙（2018年）
- EFFECTEN 2018 A/W（2018年）
- roundabout 2018 A/W（2018年）
- SHIPS JET BLUE 2019 A/W（2019年）[23]
- SILAS 2020 Spring Collection（2020年）
- Lui's 2020 S/S my innovation（2020年）

### その他
- 資生堂花椿×D.A.N.「TEMPEST」（2017年）
- 野村佐紀子 個展「藤江琢磨の「愛について」：グレーの心」（2018年3月16日 - 25日）[24]
- Mcguffin No Pressure#1（2018年）[25]